# Plaza de la Diversidad Sexual
La Plaza de la Diversidad Sexual de Montevideo está situada en el barrio Ciudad Vieja, al final del pasaje Policía Vieja entre las calles Sarandí y Bartolomé Mitre.

## Historia
El espacio público fue una iniciativa proyectada en conjunto por ocho grupos de la comunidad LGTB, entre ellos el Grupo Diversidad, Grupo LGTTBI, Amnistía Internacional Uruguay, la Biblioteca LGTTBI, el Centro Uruguayo de Investigación Interdisciplinaria y Estudio en Sexualidad, las Hermanas de la Perpetua Indulgencia, el Encuentro Ecuménico por La Liberación de las Minorías Sexuales y la Asociación de Lesbianas Uruguayas. La propuesta recibió el apoyo unánime de la legislatura de Montevideo.
La inauguración oficial de la plaza y su monolito conmemorativo fue el 2 de febrero de 2005 presidida por el intendente municipal Mariano Arana en presencia de los colectivos LGBT y de derechos humanos promotores de la iniciativa, así como de intelectuales y artistas como el escritor Eduardo Galeano y la cantante Arlett Fernández. De esta forma Montevideo se convirtió en la cuarta ciudad del mundo y la primera de Latinoamérica en tener una plaza dedicada a la diversidad sexual.

## Monolito

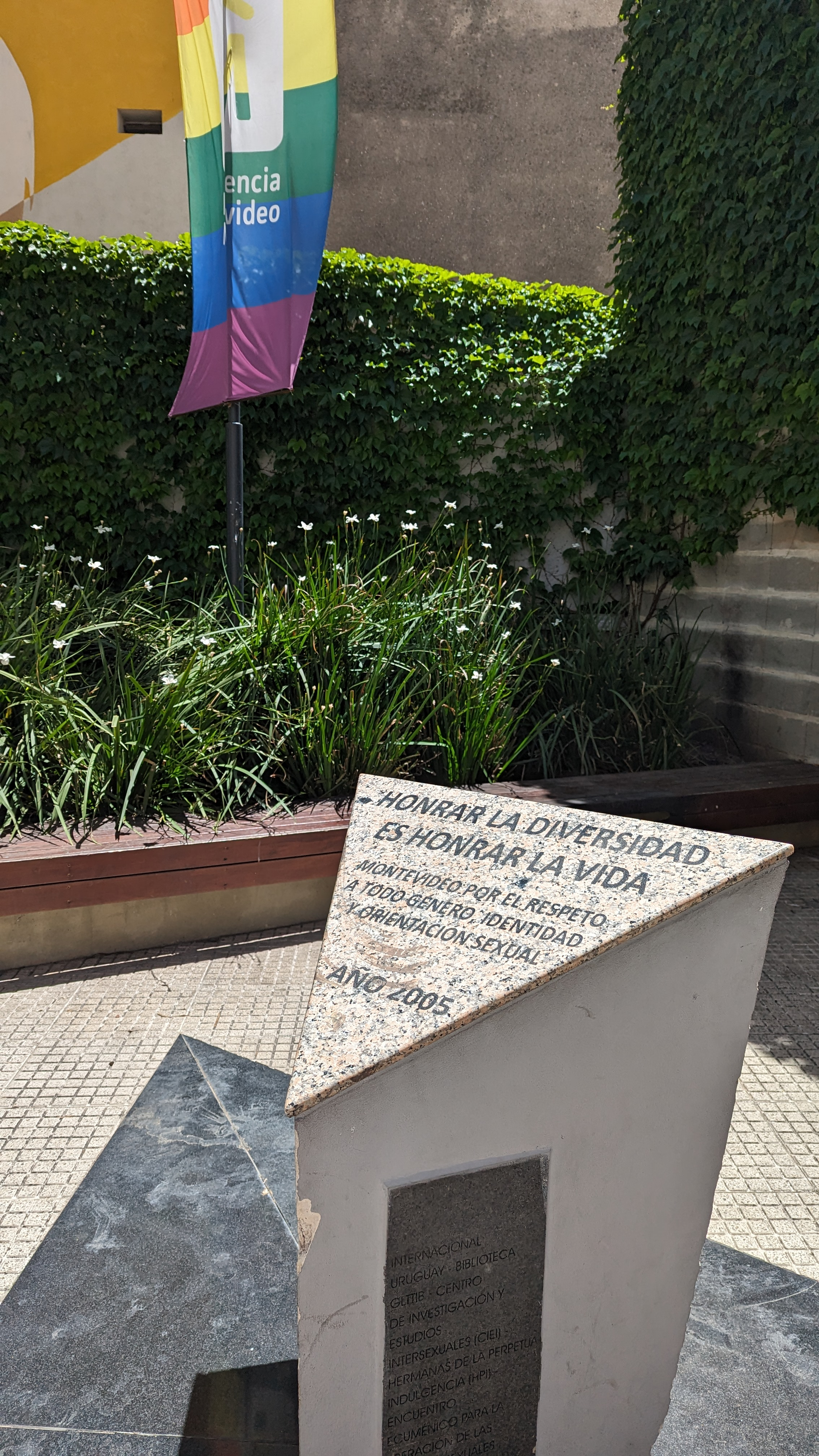
“Honrar la diversidad es honrar la vida”

En el interior de la plaza se encuentra un monolito alegórico consistente en un prisma de granito de base triangular de una altura aproximada de un metro. En su base superior inclinada hay una placa en forma de triángulo equilátero invertido, al modo de los triángulos rosa y negro que los nazis obligaron a llevar a gais y lesbianas, hecho al que también alude el mármol veteado en rosa y negro del que está hecha la placa. La inscripción de la placa dice:

"Honrar la diversidad es honrar la vida. Montevideo por el respeto a todo género de identidad y orientación sexual. Año 2005."